# Cultura de Georgia

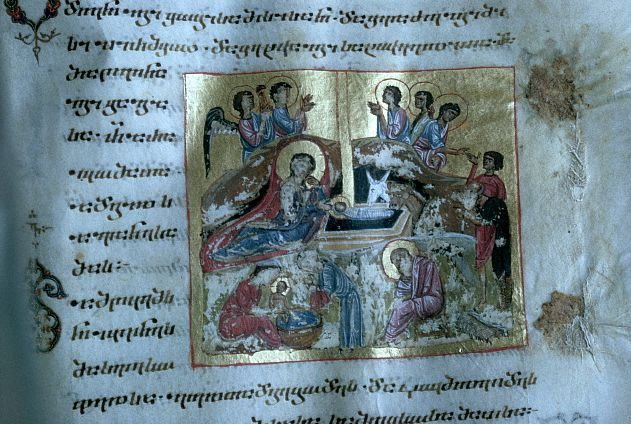
Una página de un raro Evangelio Gelati del mostrando la Natividad del Museo de Arte de Georgia en Tbilisi.

La cultura de Georgia ha evolucionado a lo largo de la extensa historia del país, dotándolo de una tradición cultural nacional distintiva y una fuerte tradición literaria basada en el idioma georgiano y el alfabeto. Esto ha permitido desarrollar un fuerte sentido de identidad nacional que ha permitido preservar la identidad de Georgia a pesar de varios períodos de ocupación extranjera.